# All Hail West Texas
All Hail West Texas  — шестой студийный альбом американской инди-рок группы The Mountain Goats из Клермонта (Калифорния). Он был выпущен 19 февраля 2002 года на лейбле Emperor Jones. All Hail West Texas стал последним альбомом Mountain Goats, записанным полностью на фирменном бумбоксе Panasonic RX-FT500 Джона Дарниэлла до альбома Songs for Pierre Chuvin 2020 года. Кроме того, он ознаменовал конец эпохи для группы, так как стал последним альбомом Mountain Goats, в котором до 2020 года участвовал только Джон Дарниэль. На обложке указано, что альбом состоит из «четырнадцати песен о семи людях, двух домах, мотоцикле и закрытом лечебном учреждении для мальчиков-подростков».
В мае 2013 года Дарниэль объявил, что 23 июля того же года Merge Records впервые переиздаст All Hail West Texas на виниле. В объявлении была ссылка на пояснительное эссе Мэтта Фракциона. Переиздание включает ремастированные версии оригинальных записей, семь ранее не издававшихся треков, современных оригинальному альбому, и новое эссе Дарниэля из 1800 слов об альбоме и процессе его написания.

## Отзывы
| Оценки критиков | Оценки критиков                               |
| Источник        | Оценка                                        |
| --------------- | --------------------------------------------- |
| Allmusic        | [ 5 ]                                         |
| Pitchfork Media | (8.2/10) (Initial release) (9.0/10) (Reissue) |
| Popmatters      | favorable                                     |
| Tom Hull        | B+ ()                                         |

Альбом получил положительные отзывы от музыкальных критиков. Критик AllMusic Шон Хини оценил альбом на 4 из 5 и отметил, что «В All Hail West Texas есть сочные кусочки мелодичного гобелена, а мощный ударный фон поддерживает музыку на плаву. Пожалуй, чаще всего в этой пышной и стилистически сложной работе проявляются зрелые и естественно созерцательные тексты, которые Дарниэль сумел вложить в свои песни. Такие яркие композиции, как „Riches and Wonders“ и „Distant Stations“, не упускают шанса захватить слушателя. Текстура разнообразных звуков и нот, созданных Mountain Goats, притягивает и захватывает, это путешествие в звуки, леденящие и первозданные. Подача текстов чудесна и захватывает дух в определённые моменты. Инструментальные способности группы отличаются ловкостью рук, и в результате альбом очаровывает своей непосредственностью и захватывающим эмоциональным воздействием».

## Список композиций
| №                   | Название                                    | Длительность |
| ------------------- | ------------------------------------------- | ------------ |
| 1.                  | «The Best Ever Death Metal Band in Denton»  | 2:37         |
| 2.                  | «Fall of the Star High School Running Back» | 1:49         |
| 3.                  | «Color in Your Cheeks»                      | 2:40         |
| 4.                  | «Jenny»                                     | 2:51         |
| 5.                  | «Fault Lines»                               | 2:38         |
| 6.                  | «Balance»                                   | 2:03         |
| 7.                  | «Pink and Blue»                             | 2:29         |
| 8.                  | «Riches and Wonders»                        | 3:57         |
| 9.                  | «The Mess Inside»                           | 3:35         |
| 10.                 | «Jeff Davis County Blues»                   | 3:14         |
| 11.                 | «Distant Stations»                          | 3:04         |
| 12.                 | «Blues in Dallas»                           | 4:15         |
| 13.                 | «Source Decay»                              | 3:47         |
| 14.                 | «Absolute Lithops Effect»                   | 4:08         |
| Общая длительность: | Общая длительность:                         | 43:13        |